# Mmule Maluleková
Mmule Maluleková († 11. ledna 2021) byla jihoafrická politička ze Severozápadu. Byla členkou Afrického národního kongresu Jihoafrické republiky a od roku 2009 do roku 2016 působila jako členka Národního shromáždění Jihoafrické republiky. Následně rezignovala a připojila se k zákonodárnému sboru Severozápadní provincie.
Maluleková zemřela v roce 2021.